# Georges Perec
Georges Perec (født 7. marts 1936, død 3. marts 1982) var en fransk forfatter.
Et gennemgående tema i hans varierede forfatterskab er savn af det forsvundne; med forskellige litterære teknikker og med afsæt i sine personlige erfaringer og oplevelser behandler han menneskets ensomhed og forladthed. Han var samtidig med - men hørte ikke blandt - de forfattere, der tegnede "den nye franske roman". Han modtog Prix Renaudot for Ting og Prix Médici for Livet - en brugsanvisning.
Også i Danmark er der – mange år efter hans død – stigende opmærksomhed på og anerkendelse af Perecs forfatterskab som et af Europas væsentligste i sidste halvdel af det 20. århundrede.

## Liv
Georges Perec blev født i Paris som eneste søn af fattige polsk/jødiske emigranter, Icek Judko and Cyrla (Schulewicz) Peretz, som var kommet til Frankrig i 1920'erne. Faderen blev som indkaldt sendt til fronten i Nordmandiet, hvor han blev dræbt i krigens første måneder. Moderen blev i 1943 deporteret til formentlig Auschwitz, hvor hun formodes ombragt. Da moderen forsvandt, havde farens søster og dennes familie taget Georges med til et tyndt befolket område i Sydfrankrig , hvor hans jødiske herkomst kunne skjules under resten af krigen.

Tilbage i Paris gennemførte han sin skolegang, påbegyndte studier i historie og sociologi på Sorbonne og bidrog samtidig sporadisk med tekster til anerkendte litterære tidsskrifter (La Nouvelle Revue française og Les Lettres nouvelles).
Han færdiggjorde ikke uddannelsen og blev indkaldt som værnepligtig ved faldskærmstropperne i Sydvestfrankrig. Som søn af en soldat, der var faldet for Frankrig, var han fritaget for at deltage i de blodige kampe under kolonikrigen i Algier.

Efter hjemsendelsen blev han gift med Paulette Petras.
1961-1978 var Perec ansat i en underordnet fuldtidsstilling som arkivar ved et lægevidenskabeligt forskningsinstitut, hvor han systematiserede katalogisering af tidsskriftsartikler. Lønnen sikrede ham frihed til at skrive uden at være bundet af forpligtelser overfor forlag. Først efter udgivelsen af Livet - en brugsanvisning i 1978 kunne han leve af sin forfattergerning.

## Forfattergerning
Tekst mangler, hjælp os med at skrive teksten

## Ordekvilibrisme
Perec var et ledende medlem af OuLiPo (Ouvroir de Littérature Potentielle) som med udgangspunkt i definerede systematiske regler skabte mangfoldige litterære værker.

### Lipogram
Perecs roman "La Disparition" (1969), er skrevet som et lipogram, bogstavet "e" er forsvundet fra teksten ligesom diverse personer.

### Palindrom
Tekst mangler, hjælp os med at skrive teksten

### Krydsord
Tekst mangler, hjælp os med at skrive teksten

## Prisbelønninger

### Posthum hæder
- En gade i Paris' 20de arrondissement hedder Rue Georges-Perec.[1]
- Skolebiblioteket på Geoffroy Saint-Hilaire-gymnasiet[2] i Etampes hedder Espace Georges Perec.
- Asteroide nr. 2817 blev i 2006 navngivet Perec.[3]
- Det franske postvæsen udgav i 2002 et frimærke Georges Perec 1936-1982.[4]

### Udgivne bøger
- Les Choses. Une histoire des années 60 (1965), da. Ting (1999)
- Quel Petit Vélo à guidon chromé au fond de la cour? (1966)
- Un Homme qui dort (1967), da. En mand der sover (2000)
- La Disparition (1969)
- Die Maschine (1972) (Kun udgivet i tysk oversættelse)
- Les Revenentes (1972)
- La Boutique obscure (1973)
- Espèces d'espaces (1974), da. Verdens rum (i Verdens rum – og andre tekster, 2016)
- W ou le souvenir d'enfance (1975), da. W eller erindringen om en barndom (2003)
- Alphabets. Cent soixante-seize onzains (1976)
- Je me souviens. Les Choses communes (1978)
- La Vie mode d'emploi. Romans. 1978, da. Livet en brugsanvisning (1999)
- Un Cabinet d'amateur. Histoire d'un tableau (1979)
- Les Mots croisés I. Précédés par des considérations de l'auteur sur l'art et la manière de croiser les mots (1979)
- La Clóture et autres poèmes (1980)
- Théâtre I (1981)
- Tentative d'épuisement d'un lieu parisien (1982), da. Forsøg på at udtømme et sted i Paris (i Verdens rum – og andre tekster, 2016)

Udgivet posthumt
- Penser/Classer. 1985 da, "Tænke/Klassificere" (i Verdens rum – og andre tekster, 2016)
- Les Mots croisés II. 1986
- 53 jours. Roman. 1989
- L'infra-ordinaire. 1989
- Je suis né. 1990
- Voeux. 1990
- Cantatrix Sopranica L et autres écrits scientifiques. 1991
- Le Condottière. Roman. 2012

### Medforfatter
- Petit Traité invitant à la decouverte d l'art subtil du go. Med Pierre Lusson og Jaques Roubaud. 1969
- Créations, Re-Créations, Récréations. Med Raymond Queneau, Paul Fournel og medlemmer af OuLiPo. 1973
- L'Arbre et l'Isaar à Lenggries. Med grafik af Antonio Corpora. 1976
- L'Œil ébloui. Med Cuchi White. 1981
- Récits d'Ellis Island. Histoires d'errance et d'espoir. Med Robert Bober. 1981
- Atlas de littérature potentielle. Med OuLiPo-medlemmer. 1981

Posthumt
- Presbytères et prolétaires. Le Dossier P.A.L.F. Med Marcel Bernabou. 1989

### Oversat til dansk
| Dansk titel                       | Genre | Oversætter            | År   | Originaltitel                                                     | År         | Forlag          | ISBN                                                  |
| --------------------------------- | ----- | --------------------- | ---- | ----------------------------------------------------------------- | ---------- | --------------- | ----------------------------------------------------- |
| Ting                              | roman | Pia og Palle Birkholm | 1999 | Les Choses                                                        | 1965       | Tiderne Skifter | ISBN 87 7445 816 7                                    |
| En mand der sover                 | roman | Maiken Maigaard       | 2000 | Un homme qui dort                                                 | 1967       | Tiderne Skifter | ISBN 87 7445 905 8                                    |
| W eller Erindringen om en barndom | roman | Frants Iver Gundelach | 2003 | W ou le souvenir d'enfance                                        | 1975       | Rosinante       | ISBN 87 621 0104 8                                    |
| Livet – en brugsanvisning         | roman | Frants Iver Gundelach | 1999 | La vie mode d'emploi                                              | 1978       | Rosinante       | ISBN 87 7357 548 8                                    |
| Verdens rum – og andre tekster    | prosa | C. Y. Frostholm       | 2016 | Espèces d'éspaces, Tentative d'épuisement d'un lieu parisien m.v. | 1974, 1982 | Arena           | ISBN 8792684592 Parameter fejl i {ISBN}: Fejl i ISBN. |

## Andre medier

### Teater
- La Poche Parmentier. Premiere i Nice 1974.
- L'Augmentation. Premiere i Paris 1970. Oversat og opført i Italien, Tyskland og Sverige.
- Je me souviens. Premiere i Avignon 1988. Senere vist på fransk TV[5]. Oversat og opført i Italien og Sverige.
- La Vie mode d'emploi. Premiere i Avignon 1988.
- 243 Cartes postales en couleurs véritables. Oversat og opført i Sverige 1991.
- W ou le souvenir d'enfance. Premiere i Marseille 1991.
- Fonctionnement du système nerveux dans la tête. Premiere i Marseille 1992.
- Les Choses. Premiere i Avignon 1992.

### Radio
Frankrig havde ingen tradition for litterære radiohørespil; det havde Tyskland til gengæld, og Perec udviklede i samarbejde med Eugen Helmle fra Saabrücken en række opsigtsvækkende formmæssigt eksperimenterende hørespil.
- Le Diable dans la bibliotèque. Saarländischer Rundfunk 1991 (Der Teufel in der Bibliothek)
- L'Augmentation ou, comment, quelles que soient les conditions sanitaires, psychologiques, climatiques, économiques ou autres, mettre le maximum de chances de votre côté en demandant à votre chef de service un réajustement de votre salaire. Saarländischer Rundfunk 1969. (Oversat til catalansk, tysk, italiensk, polsk og svensk).
- Les Extraordinaires Aventures de Monsieur Eveready. 165 episoder sendt dagligt i 1970 på Radio Abidjan i Elfenbenskysten.
- Fonctionnement du système nerveux dans la tête. Westdeutscher Rundfunk Köln 1972.
- AudioPerec. France-Culture 1972.
- Tentative de description de choses vues au carrefour Mabillon le 19 mai 1978. France-Culture. 1979.
- La Vie mode d'emploi. France-Culture 1988.
- Life A User's Manual. Australian Broadcasting Corporation. 1989.

### Film
- Un Homme qui dort 1973[6]. Instrueret af Perec og Bernard Queysanne.
- Aho! Au cœur du monde primitif. Manuskript Perec.
- Série noire. 1978. Dialog Perec.
- Retour à la bien-aimée. 1979. Manuskript Perec m.fl.
- Les Jeux de la Comtesse Dolingen de Gratz. 1980 Producent Perec. Instruktør Catherine Binet.

### TV
- La Vie filmée des Français Episode 2. FR3. 1975. Manuskript, indtaling, kommentar: Perec.
- Les Lieux d'une fugue. TF1. 1978.
- Récits d'Ellis Island. Histoires d'errance et d'espoir[7]. TF1. 1980. Udkast og interviews: Perec.

### Musik/opera
- Diminuendo. 1971. Musik: Bruno Gillet. Tekst: Perec.
- Souvenir d'un voyage à Thouars. 1972. Dirigeret af Philippe Drogoz og Perec.
- Konzertstück für Sprecher und Orchester. Perec, Philippe Drogoz og Eugen Helmle.
- La Fosse d'orchestre. 1978. Musikeksperiment af Philippe Drogoz, udsprunget af La Poche Parmentier.